# Graue Labkrauteule
Die Graue Labkrauteule (Chersotis margaritacea), auch als Helle Felsrasen-Erdeule oder Perlen-Erdeule bezeichnet, ist ein Schmetterling (Nachtfalter) aus der Familie der Eulenfalter (Noctuidae).

## Merkmale

### Falter
Die Flügelspannweite der Falter beträgt etwa 34 bis 40 Millimeter. Die Vorderflügelfarbe ist aschgrau. Der Thorax ist hellgrau, der Kopf weißlich. Am Costalrand zwischen Ring- und Nierenmakel befindet sich ein nahezu quadratischer schwarzbraunes Fleck, das gelegentlich von unten leicht eingekerbt ist sowie drei weitere, kleinere dunkle Flecke am Kostalrand. Die Makeln und Querlinien sind undeutlich. Im Zapfenmakel befindet sich oftmals ein kleiner schwarzer Punkt. Die Zeichnung kann bei manchen Exemplaren bis auf den schwarzen Fleck zwischen den Makeln erlöschen. Das Saumfeld ist etwas dunkler grau, mit einer bräunlich getönten, verwaschenen Region nahe der Flügelspitze. Die Hinterflügel sind bei den männlichen Faltern sind meist schneeweiß, mit kurzen, dünnen, seidigen Haarfransen. Bei den Weibchen sind die Hinterflügel grauweiß.

### Ei, Raupe, Puppe
Das Ei ist graugrün, mit rötlichen Flecken am Pol und einer ebenso gefärbten Binde in der Mitte. Die junge Raupe ist graubraun bis gelbbraun gefärbt und hat helle Längslinien, die ältere Raupe entwickelt zusätzliche dunkle, keilförmige Schrägflecken an den Seiten. In den Segmenteinschnitten sind fleckenartige Verdunkelungen erkennbar. Die Puppe  ist rotbraun gefärbt und hat zwei kurze Dornen am Kremaster.

## Ähnliche Arten
Die Art ähnelt der Grauen Spätsommer-Bodeneule (Eugnorisma glareosa), die jedoch am Costalrand mehrere etwas ausgeprägtere Zeichen besitzt.

## Geographische Verbreitung und Lebensraum
Die Art ist in ganz Südeuropa und in Mitteleuropa bis nach Nordbelgien, dem Nordrand der Mittelgebirge, Südostpolen, der Ukraine (Krim) und dem Nordkaukasus verbreitet. Sie kommt außerdem in Nordafrika (Algerien, Marokko), Kleinasien, Libanon, Israel, Iran, Georgien, Armenien, Kasachstan sowie bis zum Altai vor.
Sie ist hauptsächlich in warmen Gebieten mit Kalkboden anzutreffen und bewohnt unter anderem sonnige Hänge und Geröllhalden. In Spanien wurde sie bis auf 1580 Meter über NN gefunden.

## Lebensweise
Die Graue Labkrauteule bildet eine Generation pro Jahr, deren Falter von Ende Juni bis Anfang September fliegen. Sie sind nachtaktiv und kommen an künstliche Lichtquellen und besuchen den Köder. Die Raupen leben ab September an Labkraut-Arten (Galium) oder Hügel-Meier (Asperula cynanchica). Sie fressen meist nachts, überwintern und verpuppen sich bis Mai des folgenden Jahres.

## Gefährdung
Die Art ist in vielen nördlichen Gegenden sehr selten oder fehlt ganz und wird in Deutschland auf der Roten Liste gefährdeter Arten in Kategorie 3 (gefährdet) geführt, in Baden-Württemberg ist sie auf der Vorwarnliste.

## Systematik
Es existieren drei Unterarten:
- Chersotis margaritacea margaritacea (Villers, 1789)
- Chersotis margaritacea atlanticola Schwingenschuss, 1955, Marokko und Algerien
- Chersotis margaritacea orophila Rungs, 1967, Marokko und Algerien

Der Status als Unterarten muss noch bestätigt werden. Die meisten anderen Unterarten und Varietäten wurden von Fibiger (1993) wieder mit der Nominatunterart vereinigt. Umgekehrt stellte sich die frühere Unterart cyrnea Spuler, 1908 von Korsika als eigenständige Art heraus.